# El Bajío (Aguascalientes)
El Bajío  es una localidad del estado mexicano de Aguascalientes. Es parte del municipio de Rincón de Romos.

## Demografía
| Gráfica de evolución demográfica |
|                                  |

| Censo | Población |
| ----- | --------- |
| 1900  | 163       |
| 1910  | 195       |
| 1921  | 141       |
| 1930  | 205       |
| 1940  | 310       |
| 1950  | 348       |
| 1960  | 470       |
| 1970  | 479       |
| 1980  | 601       |
| 1990  | 837       |
| 2000  | 1 033     |
| 2010  | 1 278     |
| 2020  | 1 525     |